# Slate (Parchim)
Slate ist ein Ortsteil der Kreisstadt Parchim im Landkreis Ludwigslust-Parchim in Mecklenburg-Vorpommern.

## Geografie und Verkehrsanbindung
Slate liegt südlich des Stadtkerns von Parchim an der B 321. Nördlich verläuft die B 191 und südlich die A 24. Durch den Ort fließt der Rote Bach, ein acht Kilometer langer Bach, der am östlichen Ortsrand in die Elde mündet. Nördlich erstreckt sich das 70 ha große Landschaftsschutzgebiet Slater Moor (siehe Liste der Landschaftsschutzgebiete in Mecklenburg-Vorpommern, Nr. L 96). Die Bahnstrecke Parchim–Suckow mit dem Bahnhof Slate wurde 1947 abgebaut.

## Sehenswürdigkeiten
Als Baudenkmale sind ausgewiesen (siehe Liste der Baudenkmale in Parchim (Außenbereiche)#Slate):
- Kirche mit Trockenmauer
- Pfarrhaus (Kirchstraße 1)
- ehemaliges Pfarrwitwenhaus (Kirchstraße 2)
- Wassermühle, Stall, Scheune und Brücke (Hauptstraße 13)
- ehemalige Schule und Scheune (Hauptstraße 18)
- Bauernhaus und 2 Scheunen (Hauptstraße 17)
- ehemaliger Bahnhof (Waldstraße 8)
- Wohnhäuser (Kirchstraße 3, Hauptstraße 11 und 23)
- Todesmarschgedenkstein (an der B 321)
- Meilenstein (an der B 321, südlicher Ortsausgang)